# Diospyros micromera
Diospyros micromera är en tvåhjärtbladig växtart som beskrevs av Bakh. Diospyros micromera ingår i släktet Diospyros och familjen Ebenaceae. Inga underarter finns listade i Catalogue of Life.